# Melanichneumon melanarius
Melanichneumon melanarius är en stekelart som först beskrevs av Wesmael 1845.  Melanichneumon melanarius ingår i släktet Melanichneumon och familjen brokparasitsteklar. Inga underarter finns listade i Catalogue of Life.